# San Juan Atezcapan
San Juan Atezcapan är en ort i Mexiko.   Den ligger i kommunen Valle de Bravo och delstaten Mexiko, i den södra delen av landet, 110 km väster om huvudstaden Mexico City. San Juan Atezcapan ligger 1 858 meter över havet och antalet invånare är 1 456.
Terrängen runt San Juan Atezcapan är lite bergig. Runt San Juan Atezcapan är det ganska tätbefolkat, med 116 invånare per kvadratkilometer. Närmaste större samhälle är Ixtapan del Oro, 13,5 km nordväst om San Juan Atezcapan. I omgivningarna runt San Juan Atezcapan växer huvudsakligen savannskog.